# Daibu (köpinghuvudort i Kina, Jiangsu Sheng, lat 31,31, long 119,50)
Daibu (kinesiska: 戴埠, 戴埠镇) är en köpinghuvudort i Kina. Den ligger i provinsen Jiangsu, i den östra delen av landet, omkring 110 kilometer sydost om provinshuvudstaden Nanjing. Antalet invånare är 46 858. Befolkningen består av 23 632 kvinnor och 23 226 män. Barn under 15 år utgör 9,0 %, vuxna 15-64 år 76 %, och äldre över 65 år 14,0 %.
Runt Daibu är det tätbefolkat, med 257 invånare per kvadratkilometer. Närmaste större samhälle är Xushe, 17,3 km nordost om Daibu. Trakten runt Daibu består till största delen av jordbruksmark.
Genomsnittlig årsnederbörd är 1 542 millimeter. Den regnigaste månaden är juli, med i genomsnitt 268 mm nederbörd, och den torraste är december, med 50 mm nederbörd.